# JaKarr Sampson
Pour les articles homonymes, voir Sampson.
JaKarr Jordan Sampson, né le 20 mars 1993 à Cleveland dans l'Ohio, est un joueur américain de basket-ball. Il évolue aux postes d'ailier et d'ailier fort.

## Biographie
Le 25 mars 2014, il annonce sa candidature pour la draft 2014 de la NBA.

### 76ers de Philadelphie/87ers du Delaware (2014-2016)
Non drafté en 2014, il rejoint les 76ers de Philadelphie pour participer à la NBA Summer League. Le 14 septembre 2014, il signe avec les 76ers pour trois ans. Le 21 novembre, il est envoyé en D-League, chez les 87ers du Delaware. Trois jours plus tard, il est rappelé dans l'effectif des 76ers. Le 18 février 2016, il est libéré par les 76ers.

### Nuggets de Denver (février - octobre 2016)
Le 22 février 2016, Sampson signe avec les Nuggets de Denver un contrat de deux ans. Le lendemain, il fait ses débuts avec les Nuggets lors de la défaite 114 à 110 chez les Kings de Sacramento où il prend un rebond et intercepte une balle en quatorze minutes en étant remplaçant.

### Départ de la NBA
En septembre 2021, Sampson rejoint la Virtus Bologne, champion d'Italie en titre. Il s'engage pour deux saisons.

## Palmarès
- Vainqueur de l'EuroCoupe 2022

### Distinctions personnelles
- 2013 : Big East Rookie of the Year
- 2013 : Big East All-Rookie Team

## Statistiques

### Universitaires
Les statistiques en matchs universitaires de JaKarr Sampson sont les suivantes :
| Saison    | Équipe     | Matchs | Titul. | Min./m | % Tir | % 3pts | % LF | Rbds/m. | Pass/m. | Int/m. | Ctr/m. | Pts/m. |
| --------- | ---------- | ------ | ------ | ------ | ----- | ------ | ---- | ------- | ------- | ------ | ------ | ------ |
| 2012-2013 | Saint John | 33     | 33     | 31,5   | 44,9  | 0,0    | 64,0 | 6,61    | 1,06    | 1,09   | 1,09   | 14,88  |
| 2013-2014 | Saint John | 33     | 32     | 29,0   | 49,5  | 20,0   | 56,5 | 6,12    | 1,18    | 0,61   | 0,97   | 12,85  |
| Total     | Total      | 66     | 65     | 30,3   | 46,9  | 7,7    | 60,7 | 6,36    | 1,12    | 0,85   | 1,03   | 13,86  |

### Professionnelles

#### NBA
| Saison  | Équipe       | Matchs | Titul. | Min./m | % Tir | % 3pts | % LF | Rbds/m. | Pass/m. | Int/m. | Ctr/m. | Pts/m. |
| ------- | ------------ | ------ | ------ | ------ | ----- | ------ | ---- | ------- | ------- | ------ | ------ | ------ |
| 2014-15 | Philadelphie | 74     | 32     | 15,3   | 42,2  | 24,4   | 67,0 | 2,20    | 1,04    | 0,51   | 0,35   | 5,22   |
| 2015-16 | Philadelphie | 47     | 18     | 14,7   | 42,6  | 17,6   | 63,9 | 2,74    | 0,64    | 0,23   | 0,34   | 5,11   |
| 2015-16 | Denver       | 24     | 21     | 18,6   | 48,2  | 28,6   | 72,0 | 2,46    | 0,67    | 0,46   | 0,71   | 5,58   |
| Total   | Total        | 145    | 71     | 15,6   | 43,3  | 23,8   | 66,2 | 2,42    | 0,85    | 0,41   | 0,41   | 5,24   |

#### D-League
| Saison    | Équipe   | Matchs | Titul. | Min./m | % Tir | % 3pts | % LF | Rbds/m. | Pass/m. | Int/m. | Ctr/m. | Pts/m. |
| --------- | -------- | ------ | ------ | ------ | ----- | ------ | ---- | ------- | ------- | ------ | ------ | ------ |
| 2014-2015 | Delaware | 2      | 2      | 31,7   | 36,7  | 25,0   | 66,7 | 4,50    | 1,50    | 1,00   | 1,00   | 15,00  |
| Total     | Total    | 2      | 2      | 31,7   | 36,7  | 25,0   | 66,7 | 4,50    | 1,50    | 1,00   | 1,00   | 15,00  |

## Records sur une rencontre en NBA
Les records personnels de JaKarr Sampson en NBA sont les suivants, :
| Type de statistique        | Saison régulière | Saison régulière         | Saison régulière | Playoffs | Playoffs      | Playoffs     |
| Type de statistique        | Record           | Adversaire               | Date             | Record   | Adversaire    | Date         |
| -------------------------- | ---------------- | ------------------------ | ---------------- | -------- | ------------- | ------------ |
| Points                     | 29               | 76ers de Philadelphie    | 6 avril 2019     | 10       | Heat de Miami | 18 août 2020 |
| Paniers marqués            | 11               | 76ers de Philadelphie    | 6 avril 2019     | 5        | Heat de Miami | 18 août 2020 |
| Paniers tentés             | 17               | 76ers de Philadelphie    | 6 avril 2019     | 6        | 2 fois        | 2 fois       |
| Paniers à 3 points réussis | 2                | 7 fois                   | 7 fois           | -        | -             | -            |
| Paniers à 3 points tentés  | 5                | 4 fois                   | 4 fois           | -        | -             | -            |
| Lancers francs réussis     | 6                | 4 fois                   | 4 fois           | -        | -             | -            |
| Lancers francs tentés      | 8                | 2 fois                   | 2 fois           | -        | -             | -            |
| Rebonds offensifs          | 4                | 2 fois                   | 2 fois           | 1        | Heat de Miami | 20 août 2020 |
| Rebonds défensifs          | 12               | @ Cavaliers de Cleveland | 6 décembre 2017  | 5        | Heat de Miami | 20 août 2020 |
| Rebonds totaux             | 16               | @ Cavaliers de Cleveland | 6 décembre 2017  | 6        | Heat de Miami | 20 août 2020 |
| Passes décisives           | 6                | Heat de Miami            | 15 avril 2015    | 2        | Heat de Miami | 20 août 2020 |
| Interceptions              | 3                | 3 fois                   | 3 fois           | 1        | 2 fois        | 2 fois       |
| Contres                    | 4                | 2 fois                   | 2 fois           | -        | -             | -            |
| Balles perdues             | 5                | Heat de Miami            | 15 avril 2015    | 1        | 2 fois        | 2 fois       |
| Minutes jouées             | 35               | 2 fois                   | 2 fois           | 17       | Heat de Miami | 20 août 2020 |

- Double-double : 0
- Triple-double : 0

Dernière mise à jour : 7 novembre 2020